# Elachiptera molybdaena
Elachiptera molybdaena är en tvåvingeart som beskrevs av Seguy 1957. Elachiptera molybdaena ingår i släktet Elachiptera och familjen fritflugor.
Artens utbredningsområde är Madagaskar. Inga underarter finns listade i Catalogue of Life.